# Святилище «Гірка»
Святилище «Гірка» знаходиться на високому правобережному плато першого вододілу річки Інгулець, поблизу мікрорайону Всебратське м. Кривий Ріг, на відстані 0,3 км на північ від Миколаївського шосе. 

## Передісторія
Святилище на початку ХХ століття було відоме під назвою «городок». Його вперше стисло описав В. І. Гошкевич, який в 1907-1908 рр. розкопував за південною околицею міста курган «Царева могила». В результаті досліджень 1987, 2001, 2003-2005 років проведених археологом О. О. Мельником були вивчені всі три головні архітектурні елементи комплексу: вал, рів і центр. Попередня дата святилища – рання залізна доба, IV-ІІ століття до н.е. 

## Пам’ятка

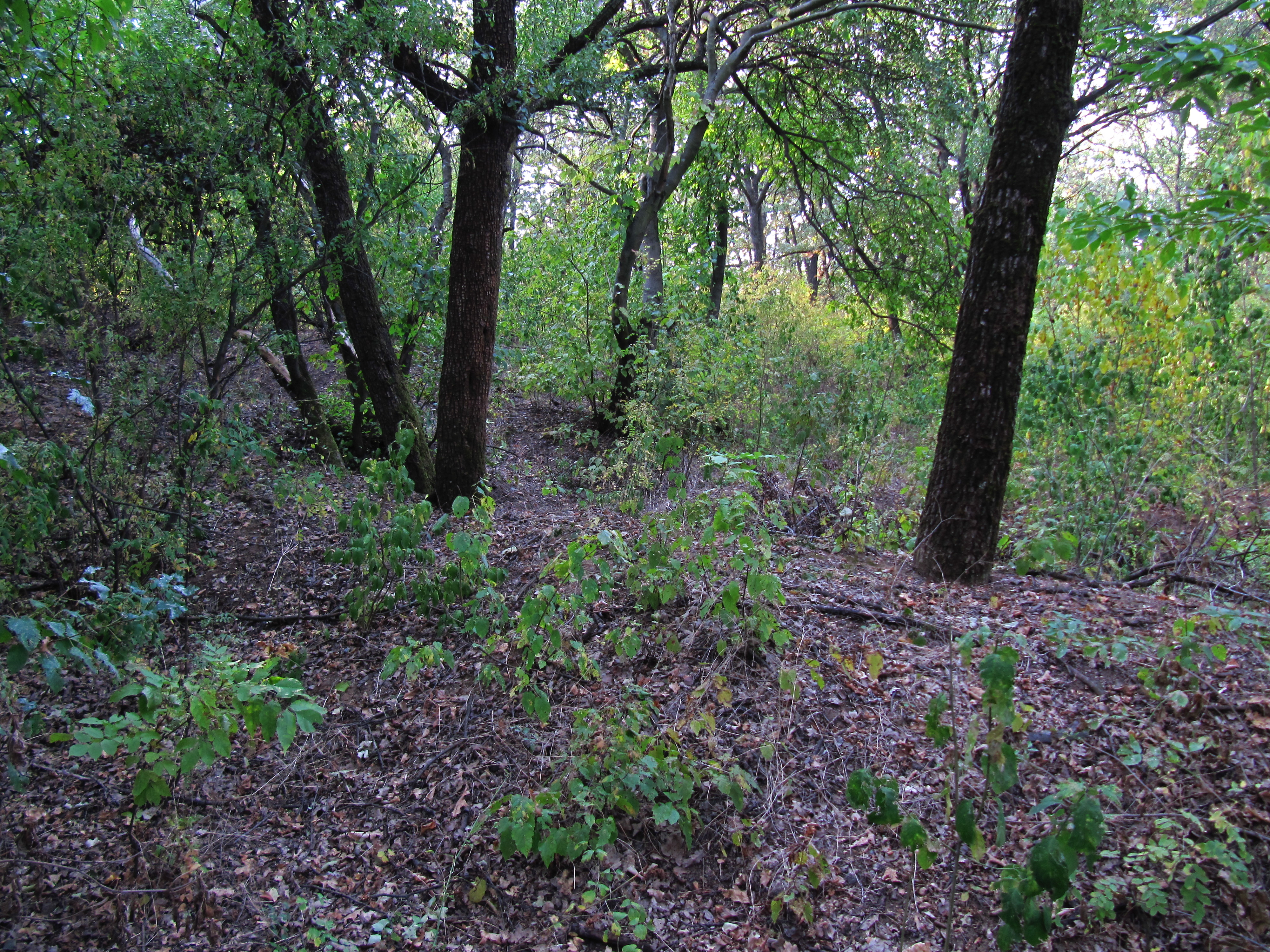

Святилище розташоване на високому правобережному плато першого вододілу річки Інгулець у складі курганної групи «Ляхова могила». Територія святилища майже вся засаджена деревами та кущами. Археологічними розвідками у 1987 році встановлено, що комплекс являє собою земляну споруду, яка в плані наближається до кола діаметром 116 м з півночі на південь та 110 м зі сходу на захід. В центрі розміщується майдан овальної форми розмірами 24х19 м, оточений зовні кільцевим ровом та валом. Ширина запливу рову по верху становить 20-22 м, сучасна глибина від денної поверхні 1,4-1,8 м. Діаметр рову по тальвегу 48-50 м. За ровом йде земляний вал, висота якого становить 0,8-1,2 м,  ширина підніжжя – 20-23 м. Діаметр кільця валу досягає 87-90 м. На центральній площадці виявлено велику кількість уламків амфорної тари, що датується кінцем IV – початком III століття до н.е.